# 정학유
정학유(丁學游, 1786년 ~ 1855년)는 조선 후기의 문인으로서 정약용(丁若鏞)의 둘째 아들이다. 본관은 나주(羅州)이며 호는 운포이다.

## 가족관계
- 조부 : 정재원(丁載遠)
- 조모 : 윤소온(尹小溫)
  - 부 : 정약용
  - 모 : 풍산 홍씨
    - 형 : 정학연(丁學淵)
    - 본인 : 정학유(丁學游)
    - 아내 : 청송 심씨 심오(沈澳)의 딸, 예조판서 심각(沈瑴)의 증손녀
      - 아들 : 정대무(丁大懋, 1824.5.18~?) : 참봉, 현감. 자는 자원(子園)
      - 며느리 : 청송 심씨 심동량(沈東亮)의 딸, 예조판서 심각(沈瑴)의 현손
      - 아들 : 정대번(丁大樊, 1833년 ~ ?), 통리군국사무아문 병무주사
      - 아들 : 정대초(丁大楚, 1835년 ~ 1904년)
      - 딸 : 풍천 임씨, 임우상(任祐常)에게 출가
      - 딸 : 해남 강씨, 강은주(姜恩周)에게 출가

  - 백부 : 정약현
  - 백부 : 정약전
  - 백부 : 정약종

## 저서
1816년(순조 16), 농가에서 매년 해야 할 일과 풍속 등을 한글로 읊은 《농가월령가》를 지었다. 이는 모두 518구의 국한문혼용으로 되어 있는데 농시(農時)를 강조하고 농구관리와 거름의 중요성, 그리고 작물과목·양잠·양축·양봉·산채·약초·김장·누룩·방적 등에 이르기까지 다양한 농사내용과 세배·널뛰기·윷놀이·달맞이·더위팔기·성묘·천렵(川獵)·천신(薦新) 등의 민속적인 행사 등이 광범하게 포함되어 있다.
또한, 이 〈농가월령가〉는 농부들이 농업기술 내용을 철마다 음률에 맞추어 흥겹게 노래로 부를 수 있도록 하였다는 점에서 농업기술 보급상 중요한 의미를 지닐 뿐 아니라, 민속학연구에도 많은 도움을 주고 있다. 또한, 우리말 노래로써 농업기술의 보급을 처음 시도하였다는 점에서 의의가 크다.

## 참고자료
- 정학유(丁學游) - 한국학중앙연구원